# Видавництво «ДивоГра»
«ДивоГра» — це соціальний видавничий проєкт. Засновниця видавництва — Ганна Усатенко — психолог, соціальний педагог. З 2015 року команда видавництва розробляє видання для розвитку мовлення та навичок комунікації.

## Про видавництво
Команда «ДивоГра» створює книжки з адаптованим текстом, який можуть читати люди з порушенням мовлення та діагнозом аутизму, зниженим інтелектом, порушеннями слуху тощо. Також ці видання корисні людям, які з різних причин втратили усне мовлення або можливість розуміти письмовий текст. Також за розробками проєкту можна вчитися читати або вивчати мову як іноземну.
«ДивоГра» працює у форматі соціального підприємства: 20 % прибутку спрямовується на розроблення нових посібників.
Від 15 листопада 2019 р. Ганні Усатенко присвоєно членство в Українській асоціації книговидавців та книгорозповсюджувачів.
Починаючи з 2015 р., проєкт випустив 28 спеціалізованих видань.
Місія видавництва: створення якісної інклюзивної продукції для інтеграції людей з інвалідністю в суспільне життя. Такі друковані видання дають змогу людям з особливими освітніми потребами оволодіти навчанням та комунікацією. А також популяризація читання та залучення людей з інвалідністю до світу літератури.

## Видання
«Білосніжка» — перша в Україні книга з піктограмами. Ілюстрації — Томмазо Д'Інкалчі, переклад з італійської — Ганни Усатенко. Видання має спрощений текст, де всі слова дублюються піктограмами міжнародної системи символів PCS. Книга надрукована на цупкому картоні і має особливу форму сторінок sfoglia facile, що полегшує їх гортання.
Серія «Пікто» — це серія соціальних історій для дітей, які навчаються читати. Кожне слово супроводжується піктограмою міжнародної системи символів PCS (Picture Communication Symbols), яка пояснює читачеві значення слова. До серії увійшли 4 книги авторки В. Кисельової-Саврасової: «Зоопарк», «Марійка захворіла», «Професії», «Сашко іде до школи». Ці історії допомагають дітям адаптуватися в суспільстві, навчають поведінці та соціальним нормам[неякісне джерело].
Серія «Конструктор фраз» — це набір карток для побудови 36 і більше фраз. Завдяки йому діти навчаються складати речення за схемою: «хто — робить — що».

## Автори та ілюстратори
Авторкою серії «Пікто» є Валерія Кисельова-Саврасова — дитяча письменниця, філологиня. Художнє оформлення серії зробили українські та закордонні ілюстраторки: Люка Неустроєва («Зоопарк»), Юлія Журавльова («Марійка захворіла»), Катерина Войтес («Професії»), Вікторія Михалевич («Сашко іде до школи»).
Тетяна Саймонс — логопед, сурдопедагог — авторка першого набору серії "Конструктор фраз «Будуємо прості речення». Ілюструвала набір Алла Галімурка — українська художниця.
Юлія Лабкова — логопед-афазіолог.

## Географія представництв
Видавництво «ДивоГра» має розгалужену мережу продажу, що охоплює всю територію України, а також Білорусь, Польщу, Ізраїль, Естонію, Латвію.

## Участь у виставках
- Frankfurter Buchmesse, м. Франкфурт
- Міжнародний книжковий Форум видавців, м. Львів
- Книжковий Арсенал, м. Київ
- China Shanghai International Children's Book Fair